# Hierochloe flexuosa
Hierochloe flexuosa är en gräsart som beskrevs av Joseph Dalton Hooker. Hierochloe flexuosa ingår i släktet Hierochloe och familjen gräs. Inga underarter finns listade i Catalogue of Life.